# 紀元前738年
紀元前738年（きげんぜん738ねん）は、西暦（ローマ暦）による年。紀元前1世紀の共和政ローマ末期以降の古代ローマにおいては、ローマ建国紀元16年として知られていた。紀年法として西暦（キリスト紀元）がヨーロッパで広く普及した中世時代初期以降、この年は紀元前738年と表記されるのが一般的となった。

## 他の紀年法
- 干支 : 癸卯
- 中国
  - 周 - 平王33年
  - 魯 - 恵公31年
  - 斉 - 荘公贖57年
  - 晋 - 孝侯2年
  - 秦 - 文公28年
  - 楚 - 武王3年
  - 宋 - 宣公10年
  - 衛 - 荘公揚20年
  - 陳 - 桓公7年
  - 蔡 - 宣侯12年
  - 曹 - 桓公19年
  - 鄭 - 荘公6年
  - 燕 - 鄭侯27年
- 朝鮮
  - 檀紀1596年
- ユダヤ暦 : 3023年 - 3024年